# Heinrich Plhak
Heinrich Plhak (Floridsdorf, 1894. június 26. – Bécs, 1957. augusztus 7.) válogatott osztrák labdarúgó, kapus, nemzetközi labdarúgó-játékvezető.

## Pályafutása
1913–14-ben a Floridsdorfer AC, majd a Wiener AC labdarúgója volt. 1913 és 1916 között négy alkalommal szerepelt az osztrák válogatottban.
A labdarúgó játékvezetéssel folyamatosan ismerkedett meg. Egyre több megbízást kapott, majd sportvezetőinek javaslatára lett az I. Liga játékvezetője. Az Osztrák labdarúgó-szövetség Játékvezető Bizottsága (JB) 1924-ben terjesztette fel nemzetközi játékvezetőnek, a Nemzetközi Labdarúgó-szövetség (FIFA) bíróinak keretébe. Több nemzetek közötti válogatott és klubmérkőzést vezetett vagy működő társának segített partbíróként. Az aktív nemzetközi játékvezetéstől 1924-ben búcsúzott.

## Statisztika

### Mérkőzései az osztrák válogatottban
| Ausztria | Ausztria          | Ausztria                        | Ausztria     | Ausztria | Ausztria     | Ausztria      | Ausztria | Ausztria |
| #        | Dátum             | Helyszín                        | Hazai        | Eredmény | Vendég       | Kiírás        | Gólok    | Esemény  |
| -------- | ----------------- | ------------------------------- | ------------ | -------- | ------------ | ------------- | -------- | -------- |
| 1.       | 1913. október 26. | Budapest, Hungária körúti pálya | Magyarország | 4 – 3    | Ausztria     | Wagner-serleg | -        |          |
| 2.       | 1914. január 11.  | Milánó, Stadio Civico Arena     | Olaszország  | 0 – 0    | Ausztria     | barátságos    | -        |          |
| 3.       | 1914. május 3.    | Bécs, WAC-Platz                 | Ausztria     | 2 – 0    | Magyarország | Wagner-serleg | -        |          |
| 4.       | 1916. november 5. | Bécs, WAC-Platz                 | Ausztria     | 3 – 3    | Magyarország | barátságos    | -        |          |
|          | Összesen          |                                 |              | 4        | mérkőzés     |               | 0        | gól      |

### Nemzetközi válogatott mérkőzései játékvezetőként
| #  | Dátum               | Helyszín                  | Hazai        | Eredmény | Vendég        | Kiírás     | Gólok | Esemény |
| -- | ------------------- | ------------------------- | ------------ | -------- | ------------- | ---------- | ----- | ------- |
| 1. | 1924. augusztus 14. | Riga, LSB Stadions        | Lettország   | 0 – 2    | Finnország    | barátságos | -     |         |
| 2. | 1924. augusztus 31. | Budapest, Üllői úti pálya | Magyarország | 4 – 0    | Lengyelország | barátságos | -     |         |
|    | Összesen            |                           |              | 2        | mérkőzés      |            |       |         |

## Külső hivatkozások
- Heinrich Plhak. footballdatabase.eu. (Hozzáférés: 2012. május 18.)
- Heinrich Plhak. eu-football.info. (Hozzáférés: 2012. május 18.)
- Heinrich Plhak. weltfussball.de. (Hozzáférés: 2012. május 18.)